# 君のスピードで/とんと御無沙汰
「君のスピードで/とんと御無沙汰」（きみのスピードで/とんとごぶさた）は、吉田拓郎が1995年6月21日にリリースした42枚目のシングル。発売元はフォーライフ・レコード（現・フォーライフミュージックエンタテイメント）。

## 概要
アルバム『Long time no see』と同時発売され、前年に発売された「恩師よ/まだ見ぬ朝」以来の両A面シングル。
「君のスピードで」は、2001年に発売されたアルバム『こんにちわ』にてリメイクされた。
「とんと御無沙汰」は、朝日放送・テレビ朝日系『驚きももの木20世紀』エンディングテーマ。

## 収録曲
- 全作曲・編曲：吉田拓郎

1. 君のスピードで
作詞：吉田拓郎
2. とんと御無沙汰
作詞：阿木燿子
3. 君のスピードで (Instrumental)
4. とんと御無沙汰 (Instrumental)

## 楽曲の収録ディスク

### アルバム
君のスピードで
- 『Long time no see』(1995年)
- 『LIFE』(1996年)
- 『こんにちわ』(2001年)
  - リメイクバージョン
- 『From T』(2018年)

とんと御無沙汰
- 『Long time no see』(1995年)
- 『拓郎ヒストリー』(2007年)
- 『18時開演〜TAKURO YOSHIDA LIVE at TOKYO INTERNATIONAL FORUM〜』(2009年)
- 『Another Side Of Takuro 25』(2024年)